# Huaña Cota (Quime)
Huaña Cota (auch: Huañacota) ist eine Ortschaft im Departamento La Paz im südamerikanischen Andenstaat Bolivien.

## Lage im Nahraum
Huaña Cota ist der zentrale Ort des Kanton Huaña Cota im Municipio Quime in der Provinz Inquisivi und liegt auf einer Höhe von 4233 m in der Serranía de Sicasica, dem westlichsten Höhenzug der Cordillera Septentrional, des mittleren Abschnitts der bolivianischen Cordillera Central. Huaña Cota liegt zwischen einem See von 300 Meter Länge und bis zu zweihundert Meter Breite und dem Quellbereich des Río Kathu, der flussabwärts über Pongo B-2, Quime und Inquisivi zum Río Sacambaya und weiter ins bolivianische Tiefland zum Río Beni fließt.

## Geographie
Huaña Cota liegt zwischen dem bolivianischen Altiplano im Westen und dem Amazonas-Tiefland im Osten. Die Region weist ein typisches Tageszeitenklima auf, bei dem die mittleren Temperaturunterschiede zwischen Tag und Nacht größer sind als die Temperaturunterschiede zwischen den Jahreszeiten.
Die mittlere Durchschnittstemperatur der Region liegt bei knapp 7 °C und schwankt zwischen 3 °C im Juni/Juli und 9 °C im November/Dezember (siehe Klimadiagramm Caxata). Der Jahresniederschlag liegt bei 500 mm, mit einer ausgeprägten Trockenzeit von Mai bis Juli und Monatsniederschlägen von mehr als 100 mm im Januar und Februar.

## Verkehrsnetz
Huaña Cota liegt in einer Entfernung von 273 Straßenkilometern südöstlich von La Paz, der Hauptstadt des gleichnamigen Departamentos.
Von La Paz führt die asphaltierte Nationalstraße Ruta 3 in östlicher Richtung bis Coroico, und von dort die Ruta 25 in südöstlicher Richtung 160 Kilometer bis Inquisivi und weiter nach Cochabamba. In Inquisivi zweigt in südwestlicher Richtung die unbefestigte Ruta 109 ab und erreicht nach 21 Kilometern Quime. Von dort führt die Straße weiter auf dem Camino Caxata Quime über Pongo B-2 und Huaña Cota nach Caxata.

## Bevölkerung
Die Einwohnerzahl der Ortschaft ist in dem Jahrzehnt zwischen den beiden letzten Volkszählungen leicht angestiegen:
| Jahr | Einwohner         | Quelle       |
| ---- | ----------------- | ------------ |
| 1992 | keine Detaildaten | Volkszählung |
| 2001 | 68                | Volkszählung |
| 2012 | 76                | Volkszählung |
| 2024 |                   | Volkszählung |

Die Region weist einen hohen Anteil an Aymara-Bevölkerung auf, im Municipio Quime sprechen 70,5 Prozent der Bevölkerung Aymara.